# Gostyń (gmina)
Gostyń – gmina miejsko-wiejska w województwie wielkopolskim, w powiecie gostyńskim. Siedzibą gminy jest miasto Gostyń. Według danych z 30 czerwca 2004 gminę zamieszkiwało 27 981 mieszkańców.

## Struktura powierzchni
Według danych z 31 grudnia 2003 gmina Gostyń miała obszar 137 km² (13 691 ha).

W tym:
- użytki rolne – 76%:
  - grunty orne – 68%
  - sady – 0%
  - łąki – 8%
  - pastwiska – 0%
- lasy – 13%.

Obszar gminy to 17% powierzchni powiatu. Obszar wiejski gminy miał powierzchnię 12 612 ha (92%), zaś miasto zajmowało obszar 1079 ha (8%). Gmina pod względem obszaru zajmowała 834. miejsce w kraju.

## Demografia

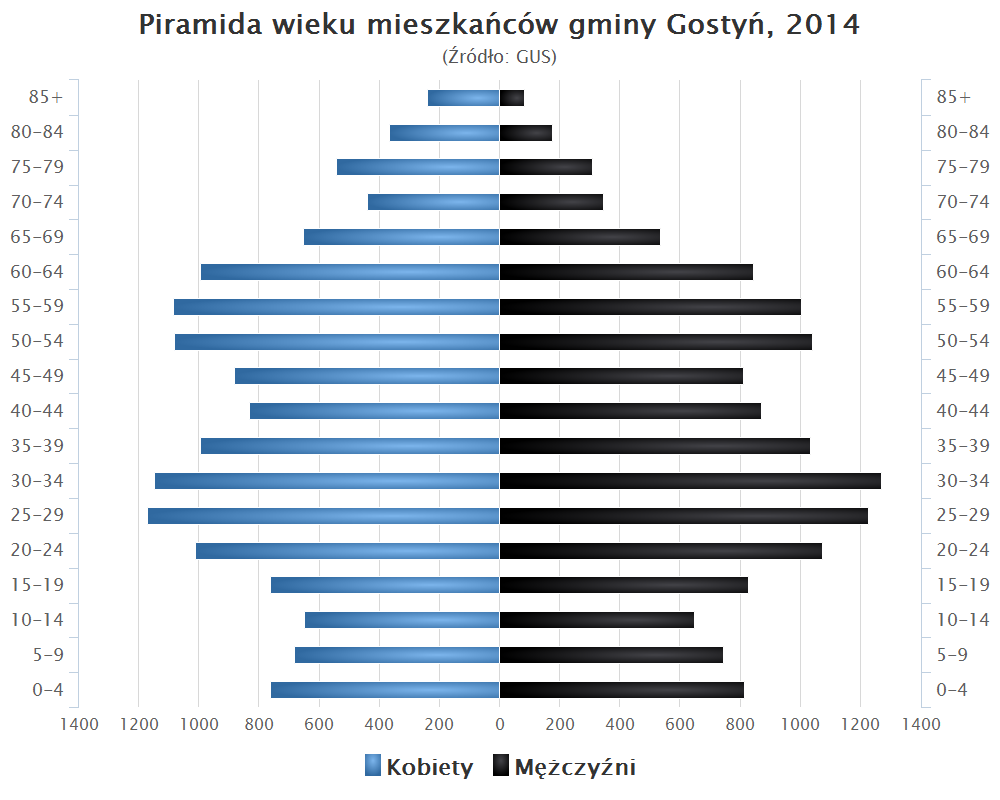
Piramida wieku mieszkańców gminy Gostyń w 2014 roku

## Sołectwa
Brzezie, Czachorowo, Czajkowo, Dalabuszki, Daleszyn, Dusina, Gola, Kosowo, Krajewice, Kunowo, Osowo, Ostrowo, Siemowo, Sikorzyn, Stankowo, Stary Gostyń, Stężyca, Tworzymirki, Ziółkowo.

## Pozostałe miejscowości
Aleksandrowo, Bogusławki, Bronisławki, Brzezie-Huby, Gaj, Huby Pijanowskie, Klony, Kosowo Wielkopolskie, Leciejewo, Malewo, Markowo, Miranowo, Otówko, Płaczkowo, Poraj, Skowronki, Szczodrochowo, Witoldowo.
Miejscowość zniesiona: Kosowo (osada).

## Sąsiednie gminy
Dolsk, Piaski, Krobia, Poniec, Krzemieniewo, Krzywiń